# Chasawiurt
Chasawiurt (ros. Хасавюрт, aw. Хасáвюрт, kum. Хасáвюрт, czecz. Хаси-Эвл, dar. Хасав), do 1847 roku Jaryksuw (ros. Ярыксув) – miasto w Rosji, w Dagestanie. Stolica rejonu chasawiurckiego. W 2022 roku liczyło 148 274 mieszkańców.

## Geografia
Chasawiurt znajduje się na Równinie Kumyckiej, na wysokości 121 metrów n.p.m. Przez miasto przepływają rzeki Jaryksu i Aktasz.
Przez miasto przebiega droga federalna R217 «Kaukaz».

## Historia
Miasto zostało założone w 1846 roku, a prawa miejskie otrzymało w 1931 roku. W czasach Imperium Rosyjskiego Chasawiurt był stolicą okręgu chasawiurckiego, w obwodzie tereckim. 19 sierpnia 2012 w dwóch zamach zginęło sześciu policjantów, a osiem osób zostało rannych. W grudniu 2016 roku rosyjskie władze potwierdziły istnienie Grupy Chasawiurckiej, rzekomo powiązanej z Państwem Islamskim, oraz odpowiedzialnej za wybuchy i potyczki z policją w mieście i jego okolicach.

## Demografia
Grupy etniczne i narodowości (2010):
• Awarowie (30.7%)
• Czeczeni (28.5%)
• Kumycy (28.1%)
• Dargijczycy (4.1%)
• Lakowie (3.3%)
• Rosjanie (2.3%)
• Lezgini (1.6%)

## Urodzeni w Chasawiurcie
• Mawlet Batirow –  rosyjski zapaśnik;
• Adam Sajtijew – rosyjski zapaśnik;
• Buwajsar Sajtijew – rosyjski zapaśnik;
• Zawur Ugujew – rosyjski zapaśnik;
• Murad Umachanow – rosyjski zapaśnik;
• Adam Batirow − rosyjski i bahrajński zapaśnik;
• Ramazan Şahin – rosyjski i turecki zapaśnik;
• Musa Murtazalijew – rosyjski i ormiański zapaśnik;
• Elmadi Żabraiłow – radziecki i kazachski zapaśnik;
• Artur Bietierbijew – rosyjski i kanadyjski bokser;
• Zabit Magomiedszaripow –  rosyjski zawodnik mieszanych sztuk walki;
• Wiktorija Isakowa – rosyjska aktorka teatralna i kinowa.